# 马丁·施坦克
马丁·施坦克（德語：Martin Stahnke，1888年11月11日—1969年2月28日），德国男子赛艇运动员。他曾代表德国参加1908年和1912年夏季奥林匹克运动会赛艇比赛，其中1908年奥运会搭档维利·迪斯科夫获得男子双人单桨无舵手铜牌。